# Walter Cunningham
Ronnie Walter Cunningham (16. března 1932, Creston, Iowa, USA  – 3. ledna 2023, Houston, Texas, USA) byl americký vědec, obchodník a astronaut, 31. člověk ve vesmíru. Při svém jediném kosmickém letu byl v roce 1968 členem posádky Apolla 7, první pilotované mise celého amerického měsíčního programu.

## Život

### Mládí a výcvik
Vystudoval fyziku v Los Angeles na univerzitě Venice High School, kde jedna z budov nese nyní jeho jméno. V roce 1951 narukoval k námořnictvu, absolvoval základní letecký výcvik a odlétal 54 letových hodin při bojových akcích námořní pěchoty v Korejské válce.
Později odešel do civilu k firmě Rand Corporation, kde se dostal k raketové technice. Zabýval se ochranou proti balistickým střelám vypouštěným z ponorek a souběžně s tím pokračoval ve vysokoškolském studiu Santa Monica College a na Kalifornské univerzitě v Los Angeles. V rámci spolupráce své univerzity s NASA vyvíjel tříosý magnetometr pro sluneční orbitální observatoř OSO 1. 
V roce 1963 byl – rok po podání přihlášky – přijat mezi budoucí astronauty NASA. Mimo praktického a teoretického výcviku k letu se podílel na řešení konstrukčních problémů lodí Gemini a Apollo.

### Let do vesmíru
V kosmické lodi Apollo 7 odstartovala trojice astronautů Walter M. Schirra, Donn Eisele a Cunningham z mysu Canaveral v říjnu 1968. Šlo o jedenáctidenní let z programu Apollo na nízké oběžné dráze kolem Země, při němž se připravovala pozdější expedice na Měsíc a Cunningham zde zastával místo velitele lunárního modulu. Modul ovšem na Apollu zatím nebyl, jednalo se o cvičný let. Kabina s astronauty přistála na padácích poblíž Bermud v Atlantiku..
- Apollo 7 (11. října 1968 – 22. října 1968)

### Po skončení letů
Z NASA odešel 1. srpna 1971 do soukromé sféry, pracoval v řídících funkcích u několika společností v Houstonu. Roku 1974 absolvoval manažerský kurz při Harvard Business School a pracoval jako obchodník a investor. Roku 1977 vydal knihu The All-American Boys o jeho letech v NASA. Později vystupoval často v rozhlasu i jako veřejný mluvčí.
Byl dvakrát ženatý, z prvního manželství měl dvě děti. Používal přezdívku Walt.
Zemřel v nemocnici v Houstonu 3. ledna 2023 ve věku bezmála 91 let, podle oznámení rodiny přirozenou smrtí.